# ألان ميريك
ألان ميريك (بالإنجليزية: Alan Merrick)‏ (20 يونيو 1950 في المملكة المتحدة - ) هو مدرب كرة قدم ولاعب كرة قدم أمريكي في مركز الدفاع. شارك مع منتخب الولايات المتحدة لكرة القدم. أما مع النوادي، فقد لعب مع سان خوسيه إيرثكويكس ونادي بيتربورو يونايتد ووست بروميتش ألبيون وتيم أمريكا ‏ ومنيسوتا كيكس ‏ ولوس أنجلوس أزتكس وتورونتو بليزارد وبيتسبرغ سبيريت ‏.

## وصلات خارجية
- ألان ميريك على موقع قاعدة بيانات كرة القدم.إي يو (الإنجليزية)